# フラッグスタッフ (アリゾナ州)
フラッグスタッフ（Flagstaff）は、アメリカ合衆国アリゾナ州の都市。ココニノ郡の郡庁所在地である。人口は7万6831人（2020年）。州北部の中心都市、交通の要衝である。北アリゾナ大学がある学園都市。また、冥王星の発見で知られるローウェル天文台もフラッグスタッフにある。
地名はネイティブ・アメリカンのナバホ語では「Kinłání」と呼ばれた。現在の市名は、1876年にアメリカ合衆国独立100周年を記念して立てられた旗竿に由来する。この旗竿はPonderosa Pineという、北アメリカ西部に分布するマツでできている。
フラッグスタッフはコロラド高原の南西端に位置し、標高は2,000メートルを超える。アリゾナ州最高点をなす休火山、ハンフリーズ・ピーク（Humphreys Peak、標高3,850メートル）はフラッグスタッフのすぐ北に位置する。ハンフリーズ・ピークは冬にはスキーのメッカとなる。また、フラッグスタッフはグランドキャニオンやバリンジャー・クレーターなど近隣の観光地への玄関口としての役割も果たしている。

## 歴史
1855年、エドワード・フィッツジェラルド・ベール（Edward Fitzgerald Beale）はニューメキシコ州リオグランデからカリフォルニア州フォート・テホンに向けての道を調査していた。その道中、ベールは後にフラッグスタッフの町になる場所の東端にキャンプを張った。ベールとその部下はすぐ側に立っていた松の木から枝を折って取り除き、星条旗を掲げるための旗竿とした。
フラッグスタッフに最初の移民が住みついたのは1876年のことである。1880年代に入ると市は成長を始めた。市には郵便局が置かれ、鉄道産業も栄えた。この頃市の経済を支えていたのは林業・羊毛・肉牛であった。1886年頃には、フラッグスタッフはアルバカーキと西海岸との間では最も大きな都市になった。
1894年、標高の高さと視界の良さからフラッグスタッフに天文台が設置された。後にこの天文台はローウェル天文台と改称された。1930年、この天文台の望遠鏡で冥王星が発見された。
1899年にはアリゾナ教員養成大学が創立された。アリゾナ教員養成大学は1966年に北アリゾナ大学に改称した。
1926年に国道66号線が開通すると、フラッグスタッフは国道の旅行者たちで賑わうようになった。1928年には、フラッグスタッフは正式な市になった。
今日では、フラッグスタッフは文化の多様性の豊かさ、自然美、歴史を併せ持った都市となっている。また、教育・科学・レクリエーションの機会にも恵まれている。
標高2000メートルを超える高地であり、日本のオリンピック水泳選手などスポーツ選手が高地トレーニングのための強化練習に利用している。

## 地理
フラッグスタッフは北緯35度11分57秒 西経111度37分52秒 / 北緯35.19917度 西経111.63111度に位置している。アメリカ合衆国統計局によると、フラッグスタッフ市は総面積164.8 km²（63.6 mi²）である。このうち164.7 km²（63.6 mi²）が陸地で0.1 km²（0.04 mi²）が水域である。総面積の0.06%が水域となっている。
フラッグスタッフは砂漠地帯に属し、標高約2,100mの高地に位置している。しかし、市内の植生は高地砂漠のほか、山岳森林・ツンドラと多彩である。

### 気候
フラッグスタッフは高地に位置し、かつ乾燥している。冬を除いては概ね温暖で、青空が広がる日が多い。しかし、冬の寒さは厳しい。標高が高いため、同じ州のフェニックス（標高330メートル）に比べて夏の最高気温は10度以上低く、摂氏27度ほどである。乾燥しているため夜になると夏でも摂氏10度ほどまで下がって冷え込む。冬は日中こそ摂氏4-5度ほどであるものの、夜になると氷点下10度を下回る。7月、8月には夕立がよく起こる。年間降雨量は約570ミリメートル、降雪量は270センチメートルほどである。

## 近隣の見どころ

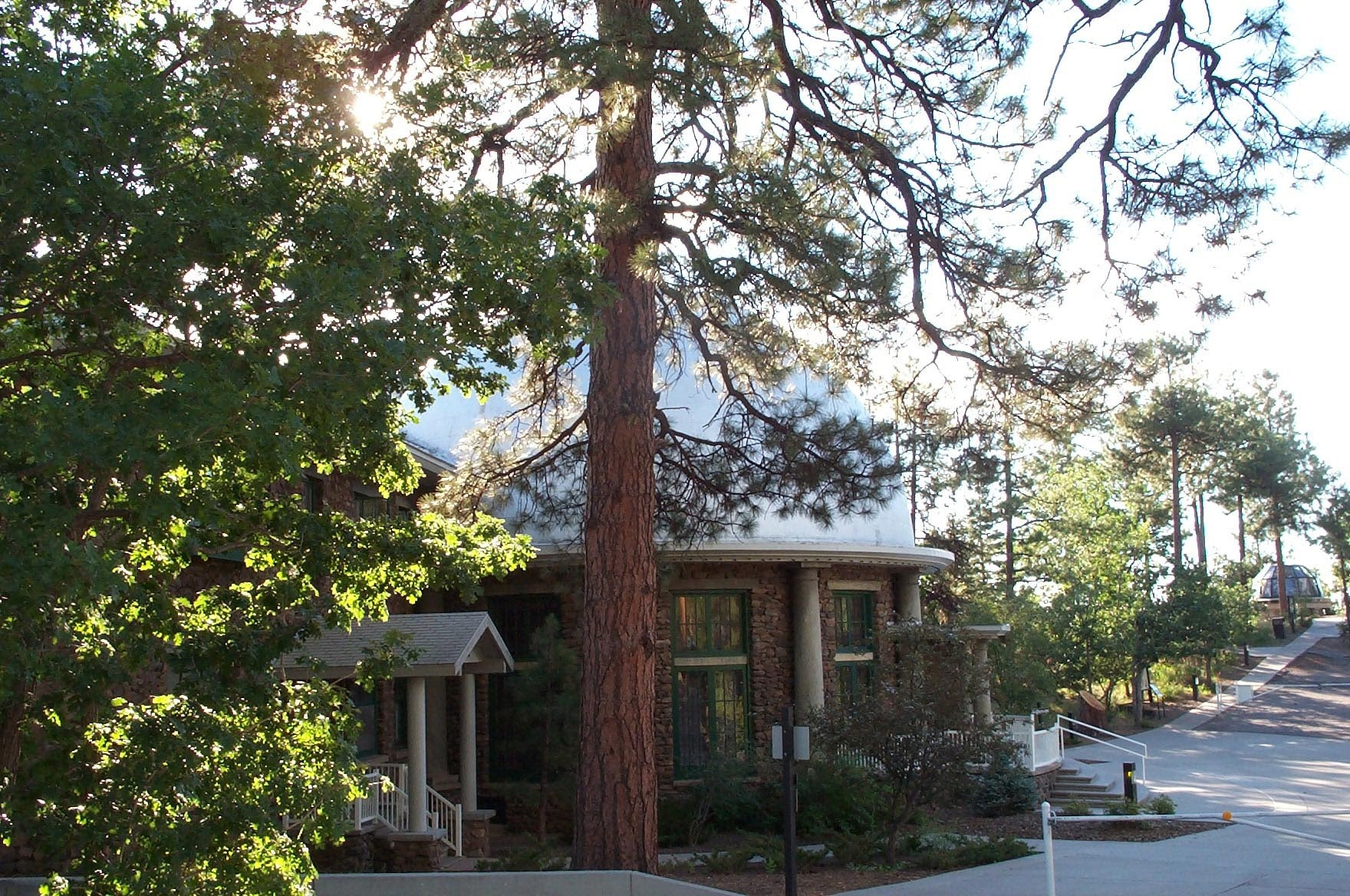
ローウェル天文台

フラッグスタッフは観光の一大拠点ともなっている。以下は近隣の主な見どころである。
- ローウェル天文台
- アリゾナ・スノー・ボウル（Arizona Snow Bowl） - ハンフリーズ・ピークのスキー場
- グランドキャニオン国立公園
- バリンジャー・クレーター
- ウォルナット・キャニオン国指定モニュメント（Walnut Canyon National Monument）
- サンセット・クレーター火山国指定モニュメント（Sunset Crater Volcano National Monument）
- ウパツキ国指定モニュメント（Wupatki National Monument）
- グレン・キャニオン国指定レクリエーションエリア（Glen Canyon National Recreation Area） - グランドキャニオンからさらにコロラド川の上流。車で所要約3時間。
- フラッグスタッフ植物園（Arboretum at Flagstaff） - コロラド高原に分布する、2,500種にも及ぶ耐乾植物が栽培されている。

また、フラッグスタッフは、保養地として知られるセドナにも近い。

## 交通

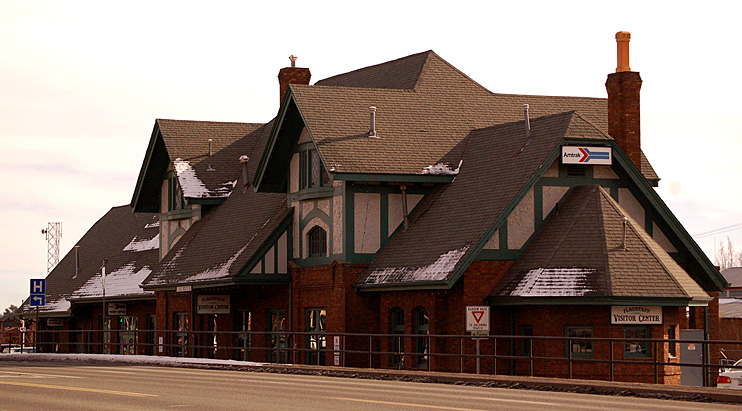
フラッグスタッフ駅

フラッグスタッフにはかつて国道66号線が通っていた。現在はその多くが州間高速道路40号線（I-40）となり、市内を東西に通っている。また、市内でI-40に合流するI-17はフラッグスタッフとフェニックスを結ぶ高速道路である。フェニックスへは南へ約230km、車で所要2時間半ほどである。
アムトラックの駅があり、シカゴとロサンゼルスを結ぶ長距離列車サウスウェスト・チーフ号が停車する。駅ではフラッグスタッフとグランドキャニオンを結ぶオープン・ロード・ツアーズ・アンド・トランスポーテーション（Open Road Tours and Transportation）のバスが発着する。市内にはグレイハウンドのバスターミナルもあり、ロサンゼルス・フェニックス・ラスベガス・アルバカーキなどへのバスの便がある。
市内の交通は、マウンテン・ライン（Mountain Line）が運営する路線バスによってカバーされている。
フラッグスタッフ プリアム空港 (FLG)がある。

## ポップ・カルチャー
20世紀初頭、フラッグスタッフには映画産業を誘致する計画があった。当時はその計画は実現せず、ハリウッドに奪われてしまったが、フラッグスタッフでも数多くの映画が撮影されてきた。以下は最近フラッグスタッフで撮影された映画の例である。
- ミッドナイト・ラン（1988年、ロバート・デ・ニーロ主演）
- フォレスト・ガンプ（1994年、トム・ハンクス主演） - ハンクスがジョギングをしていたシーンがフラッグスタッフのダウンタウンで撮影された。
- キャスト・アウェイ（2000年、トム・ハンクス主演）
- キャッチ・ミー・イフ・ユー・キャン（2002年、レオナルド・ディカプリオ主演）

映画のほかにも、フラッグスタッフは小説にもよく登場する。ジャズ・スタンダードの「ルート66」の歌詞中にもフラッグスタッフの名が出てくる。また、フラッグスタッフは歌手ミシェル・ブランチの出身地としても知られている。

## 人口動勢
以下は2000年国勢調査における人口統計データである。
| 基礎データ - 人口: 52,894人 - 世帯数: 19,306世帯 - 家族数: 11,602家族 - 人口密度: 321.2人/km²（831.9人/mi²） - 住居数: 21,396軒 - 住居密度: 129.9/km²（336.5/mi²） 人種別人口構成 - 白人: 77.92% - アフリカン・アメリカン: 1.75% - ネイティブ・アメリカン: 9.99% - アジア人: 1.25% - 太平洋諸島系: 0.12% - その他の人種: 6.05% - 混血: 2.92% - ヒスパニックまたはラテン系: 16.07% 年齢別人口構成 - 18歳未満: 24.3% - 18-24歳: 21.7% - 25-44歳: 30.5% - 45-64歳: 18.2% - 65歳以上: 5.3% - 年齢の中央値: 27歳 - 性比（女性100人あたり男性の人口） - 総人口: 98.3人 - 18歳以上: 96.4人 | 世帯と家族（対世帯数） - 18歳未満の子供がいる: 32.8% - 結婚・同居している夫婦: 44.0% - 未婚・離婚・死別女性が世帯主: 11.6% - 非家族世帯: 39.9% - 単身世帯: 23.2% - 65歳以上の老人1人暮らし: 3.8% - 平均構成人数 - 世帯: 2.59 - 家族: 3.13 収入と家計 - 収入の中央値 - 世帯: 37,146米ドル - 家族: 48,427米ドル - 性別 - 男性: 31,973米ドル - 女性: 24,591米ドル - 人口1人あたり収入: 18,637米ドル - 貧困線以下 - 対人口: 17.4% - 対家族数: 10.6% - 18歳未満: 17.6% - 65歳以上: 7.0% |

## 姉妹都市
フラッグスタッフは4つの姉妹都市を有している。
- - バルナウル（ロシア連邦）
- - シティ・オブ・ブルー・マウンテンズ（オーストラリア連邦）
- - 新店市（台湾）
- - マンサニージョ（メキシコ合衆国）

## フラッグスタッフに因むもの
- フラッグスタッフ (小惑星) - 発見地の近くにあり、ローウェル天文台をはじめとした天文関連の施設が集積することから、本市にちなんで命名された[8]。